# Nanzhao

Nanzhao/Dali (violett)

Nanzhao (chinesisch 南詔 / 南诏, Pinyin Nánzhào, W.-G. Nanchao) war ein, im Jahre 750 unabhängig gewordener Staat. Die Hauptstadt war Dali am Erhai-See in der heutigen chinesischen Provinz Yunnan. Nanzhao existierte bis ins Jahr 902; rechnet man jedoch das nachfolgende Dali hinzu, existierte der Staat bis 1254.
Das Land besaß große Goldvorkommen, Salz und Pferde. Nanzhao war dank der Unterstützung tibetischer Bergstämme und der zwischen dem Tubo-Reich und der Tang-Dynastie wechselnden Bündnispolitik relativ unabhängig. Die Bevölkerung war ethnisch und kulturell divers. Erwähnt werden allgemein Tibeter, Han-Chinesen, Tai-Völker und im Speziellen die Vorfahren der heutigen ethnischen Minderheiten Bai und Yi. Die Eliteschicht hieß „Cuan“ und hatte eine ungeklärte bzw. umstrittene ethnische Zusammensetzung.

## Staatsbildung
Während der Zeit der Drei Reiche (208–280 n. Chr.) wurde das Gebiet des heutigen Yunnan als „Yuexi“ (越西) und das südliche Sichuan als „Nanzhong“ (南中) bezeichnet. Der Zusammenbruch der chinesischen Zentralgewalt führte zu einer größeren Autonomie der dort lebenden Stämme. Im Jahre 225 n. Chr. führte Zhuge Liang (181–234), der berühmte Kanzler und Regent (seit 223) des Staates Shu Han einen Feldzug nach Yunnan gegen dortige Stämme, insbesondere gegen Meng Huo, der sich unterwerfen musste. Ursprünglich gab es mehrere Stämme, deren Siedlungsgebiet um das fruchtbare Land beim Bergsee Er Hai lag. Ihre Namen lauteten Mengshe (蒙舍), Mengxi (蒙嶲), Langqiong (浪穹), Tengtan (邆賧), Shilang (施浪) und Yuexi (越西). Jeder Stamm hatte sein eigenes Königreich, das als ein zhao (诏) bezeichnet wurde.
Zu Beginn des 4. Jahrhunderts wanderte der Klan der Cuan (爨) nach Yunnan ein. Ihr Führer Cuan Chen (爨琛) nannte sich selbst König und regierte von Kunchuan (昆川) aus. Danach übte die Cuan-Familie mehrere Jahrhunderte die Herrschaft in Yunnan aus, allerdings unter der Souveränität chinesischer Dynastien. Im Jahre 597 rebellierte Cuan Wan (爨翫), der Führer der Nanning-Yi (南宁夷) im heutigen Qujing gegen Kaiser Yang Jian der Sui-Dynastie (reg. 581–604), der Truppen unter General Shi Wansui (史万岁, ca. 550–600) gegen Cuan Wan entsandte, der kapitulierte, aber durch Bestechung des Feldherrn vermeiden konnte, an den Kaiserhof gebracht zu werden.
Nach dem 1550 von Yang Shen (杨慎, 1488–1559) verfassten Nanzhao yeshi (南诏野史) gründete der Führer des Mengshe-Stammes namens Meng Xinuluo (蒙细奴逻, 617–674) im Jahre 649 n. Chr. das Königreich Da Mengguo (大蒙国) und wurde als „Qijia Wang“ (奇嘉王), „Hervorragender König“ bezeichnet. Er erkannte die Oberhoheit der Tang-Dynastie an. Nach der Herrschaft der Könige Meng Luoshengyan (蒙逻盛炎, reg. 674–712) und Meng Shengluopi (蒙盛逻皮, reg. 712–728) wurde Meng Piluoge (蒙皮罗阁, reg. 728–748) zum eigentlichen Staatsgründer, indem er sechs als Könige bezeichnete Stammesfürsten in Yunnan zu einem Staatswesen vereinigte, das aber noch von der Tang-Dynastie abhängig war. Ihm wird auch die Gründung der Hauptstadt Dali im Jahr 739 zugeschrieben.
Bereits 680 hatte die tibetische Yarlung-Dynastie mit der Eroberung der Festung Anrong (安戎) nördlich von Chengdu die Oberhoheit über Nanzhao beansprucht. Im Jahre 740 eroberten die Chinesen diese Festung zurück, doch nach ihrer Niederlage gegen die Araber am Talas-Fluss im Jahre 751 verbündete sich Nanzhao (tibet.: ʼJaṅ) unter seinem König Meng Geluofeng (蒙阁逻凤, tibet.: Kag-la-bon; reg. 748–778) mit der tibetischen Monarchie, nachdem zuvor seine Botschafter vom chinesischen Präfekten dieses Gebietes schlecht behandelt worden waren. Meng Geluofeng tötete darauf den Präfekten und stand im Sommer 751 einer 80.000 Mann starken Armee unter dem Befehl von Xianyu Zhongtong (鲜于仲通) aus Sichuan, einem Schützling des Kanzlers Yang Guozhong (杨国忠, gest. 756) gegenüber, der Verhandlungen ablehnte. Die chinesischen Verluste betrugen 60.000 Mann, nicht zuletzt durch eine Seuche, aber der Befehlshaber entkam. Nach dem Bündnis mit den Tibetern schickte deren König Thride Tsugten Meng Geluofeng ein goldenes Siegel und gab ihm den Titel Zanpuzhong (赞普锺, „Becher der allgemeinen Hilfe“). Zugleich gliederte Meng Geluofeng 42 bis dahin der Tang-Dynastie unterstehende Stammesgruppen seinem Reich an. Im Sommer 754 sandte Yang Guozhong eine neue Armee, die ebenfalls scheiterte.

## Schaukelpolitik und Expansion
Damit war das Königreich Nanzhao etabliert. Allerdings war es noch ein Vasallenstaat Tibets, d. h. der König von Nanzhao war der „jüngere Bruder“ des tibetischen Königs Trisong Detsen (reg. ca. 755–797) und unterstützte diesen militärisch und finanziell, was schließlich zu bedrückend wurde. Damals gab es viele Kämpfe gegen die chinesischen Generäle Cui Ning (崔宁, 723–783) und Wei Gao (韦皋, 745–805), die den Staat aber nicht gefährdeten. Das Bündnis mit Tibet hielt über 40 Jahre lang, doch im Jahre 794 schloss König Meng Yimouxun (蒙异牟寻, reg. 778–808) eine Allianz mit der Tang-Dynastie gegen die tibetische Monarchie, deren Armeen im Bunde mit Wei Gao besiegt wurden.
Um 800 war Nanzhao zentralistisch geworden, obwohl man nach wie vor sechs große Bevölkerungsgruppen unterscheiden konnte. Es imitierte chinesische Vorbilder in Politik und Kultur, war aber auch von tibetischen und indischen Einflüssen durchdrungen. Die Bevölkerung wuchs in diesem von Gebirgen und einer stabilen Regierung geschützten und fruchtbaren Ackerland beträchtlich an. Im 9. Jahrhundert erlaubte das eine Expansionspolitik, die angesichts der zunehmenden Schwäche der Tang-Dynastie einige Erfolge verzeichnen konnte.
Unter Meng Quanfengyou (蒙劝丰佑, reg. 824–859) eroberte Nanzhao im Jahre 829 Chengdu, doch griff hier im Jahre 831 der chinesische Politiker Li Deyu (787–850) ein und stabilisierte die Lage. Nach dem 862 vollendeten Manshu jiaozhu (蛮书校注) des Fan Chuo eroberte es 832 das Pyu-Reich Sri Ksetra am unteren Irrawaddy in Birma. Mit dem Verlust von Chengdu unter Meng Shilong (蒙世隆, reg. 859–878) im Jahre 873 begann der Niedergang des Landes.
Neben Birma und Sichuan richtete der König von Nanzhao seine Augen auch auf Nordvietnam und die chinesische Provinz Lingnan. Es ging um den einträglichen Seehandel entlang der Küste nordwärts bis zum Chang Jiang.
Um 861 verlangte Meng Shilong schließlich die diplomatische Gleichstellung mit der Tang-Dynastie, d. h. den Kaisertitel; sein posthumer Memorialname lautet dementsprechend Jingzhuang Di (景莊帝). Die Folge waren mehrere Vorstöße Nanzhaos mit Ziel Hanoi (damals: Shenglong), die 858 bis 866 in schwere Kämpfe mit den dortigen chinesischen Präfekten ausarteten. Nanzhao bot z. B. die Pyu-Vasallen aus Nordbirma auf, die Chinesen konfiszierten sogar Handelsschiffe, um den Krieg zu finanzieren. Hanoi wurde mehrfach erobert und zurückerobert. Schließlich verzeichnete der chinesische Militär Gao Bian 866 einen Sieg, und der Krieg verlagerte sich nach Sichuan. Nach einem fehlgeschlagenen chinesischen Angriff auf Nanzhao (865–867) kontrollierte dieses vorübergehend die Provinz Sichuan. 875 beorderte man Gao Bian dorthin, woraufhin der Druck nachließ.
Die Gebietserweiterungen Nanzhaos blieben also nicht von Dauer, aber zwei Könige nannten sich nun Kaiser (Huangdi) und 880 schloss man wieder eine Heiratsallianz mit der im Huang Chao-Aufstand untergehenden Tang-Dynastie.

## Nieder- und Untergang
Damit war zwar der Machthöhepunkt Nanzhaos überschritten, aber aufgrund der Schwäche der nachfolgenden chinesischen Dynastien einschließlich der Song-Dynastie änderte sich an der relativen Unabhängigkeit des Landes nicht viel. Zwischen 902 und 937 wechselte die Dynastie viermal (zuletzt zur Dynastie Duan), und das Königreich wurde nun auch Dali genannt. Bemerkenswert ist, dass der Handelsweg über Nanzhao wegen dieser inneren Unordnung blockiert wurde, so dass sich die Birmanen auf den Seehandel umorientierten.
Die Unabhängigkeit des Staates wurde durch die Mongolen unter Prinz Kubilai, dem späteren Gründer der Yuan-Dynastie, 1253/54 beendet. Ihn lockten die Goldvorkommen und die Möglichkeit eine Operationsbasis gegen die wankende Song-Dynastie zu errichten. Die Truppen Dalis unter dem Minister Gao Taixiang wurden umgangen und geschlagen. Der König Duan Xingzhi ergab sich nach dem relativ unblutigen Verlust seiner Hauptstadt Dali und wurde als Vasall wiedereingesetzt, aber von Kubilais Armee kam nur ein Fünftel der Soldaten zurück. Das Königshaus wird noch bis 1382 erwähnt.

## Die Könige der Herrscherdynastien von Nanzhao

### Dameng-Dynastie (大蒙)
| Tempelname            | Postumer Titel                               | Regierungsdevise(n)                            | Name                                                   | Amtszeit | Lebenszeit |
| --------------------- | -------------------------------------------- | ---------------------------------------------- | ------------------------------------------------------ | -------- | ---------- |
| Meng Gaozu (蒙高祖)   | Qijia Wang (奇嘉王)                          |                                                | Meng Xinuluo (蒙细奴逻), Meng Duluo (蒙独逻)           | 649–674  | 616–674    |
| Meng Shizong (蒙世宗) | Xingzong Wang (兴宗王)                       |                                                | Meng Luoshengyan (蒙逻盛炎), Meng Luosheng (蒙罗晟)    | 674–712  | 634–712    |
|                       |                                              |                                                | Meng Yange (蒙炎阁)                                    | 712      | ?–712      |
| Meng Taizong (蒙太宗) | Weicheng Wang (威成王)                       |                                                | Meng Shengluopi (蒙盛逻皮), Meng Chenglekui (蒙诚乐魁) | 712–728  | 673–728    |
|                       | Guiyi Wang (归义王)                          |                                                | Meng Piluoge (蒙皮罗阁), Meng Kuilejue (蒙魁乐觉)      | 728–748  | 666–748    |
|                       | Shenwu Wang (神武王)                         | Changshou (长寿, 769–779)                      | Meng Geluofeng (蒙阁逻凤), Meng Juelefeng (蒙觉乐凤)   | 748–779  | 712–779    |
|                       | Xiaohuan Wang (孝恒王), Ridong Wang (日东王) | Shangyuan (上元, 784–?), Yuanfeng (元封, ?–?)  | Meng Yimouxun (蒙异牟寻)                               | 779–808  | 754–808    |
|                       | Xiaohui Wang (孝惠王)                        |                                                | Meng Xungequan (蒙寻阁劝), Meng Xinjuequan (蒙新觉劝)  | 808–809  | 778–809    |
|                       | You Wang (幽王)                              | Longxing (龙兴, 810–816)                       | Meng Quanlongsheng (蒙劝龙晟), Meng Longsheng (蒙龙盛) | 809–816  | 797–816    |
|                       | Jing Wang (靖王)                             | Quanyi (全义, 817–819), Dafeng (大丰, 820–823) | Meng Quanlisheng (蒙劝利晟), Meng Quanli (蒙劝利)      | 816–823  | 802–823    |
|                       | Zhaocheng Wang (昭成王)                      | Baohe (保和, 824–839?), Tianqi (天啟, ?–?)     | Meng Quanfengyou (蒙劝丰佑), Meng Fengyou (蒙丰祐)     | 823–859  | 817?–859   |

### Dali-Dynastie (大礼)
| Postumer Titel         | Regierungsdevise(n)                        | Name                                                                | Amtszeit | Lebenszeit |
| ---------------------- | ------------------------------------------ | ------------------------------------------------------------------- | -------- | ---------- |
| Jingzhuang Di (景莊帝) | Jianji (建極, 860–872?), Fayao (法堯, ?–?) | Meng Shilong (蒙世隆), Meng Youlong (蒙祐龙), Meng Qiulong (蒙酋龙) | 859–877  | 844–877    |

### Dafengmin-Dynastie (大封民)
| Postumer Titel                  | Regierungsdevise(n)                                                                      | Name                                                          | Amtszeit | Lebenszeit |
| ------------------------------- | ---------------------------------------------------------------------------------------- | ------------------------------------------------------------- | -------- | ---------- |
| Shengming Wenwu Di (聖明文武帝) | Zhenming (贞明, 878–?), Chengzhi (承智, ?–?), Datong (大同, 860–872?), Cuoye (嵯耶, ?–?) | Meng Longshun (蒙隆舜), Meng Shishun (蒙世舜), Meng Fa (蒙法) | 877–897  | 861?–897   |
| Xiao’ai Di (孝哀帝)             | Zhongxing (中兴, 898–902)                                                                | Meng Shunhuazhen (蒙舜化贞)                                   | 897–902  | 877–902    |